# Oliver Fobassam
Oliver Fobassam Nawe (* 6. April 2003 in Brühl) ist ein deutscher Fußballspieler. 

## Karriere
Zur Saison 2017/18 wechselte Fobassam vom TSC Euskirchen in das Nachwuchsleistungszentrum (NLZ) von Bayer 04 Leverkusen. Dort spielte er mit den C1-Junioren (U15) in der C-Junioren-Regionalliga West. Bereits nach einem Jahr wechselte der 15-Jährige in das NLZ des VfL Wolfsburg und spielte zunächst mit den B2-Junioren (U16) in der B-Junioren-Regionalliga Nord. Zur Saison 2019/20 rückte er zu den B1-Junioren (U17) auf und war mit diesen in der B-Junioren-Bundesliga aktiv. In den Spielzeiten 2020/21 und 2021/22 gehörte Fobassam den A-Junioren (U19) an, mit denen er in der A-Junioren-Bundesliga und in der zweiten Saison auch in der UEFA Youth League spielte.
Ende Januar 2022 wechselte der Innenverteidiger innerhalb der A-Junioren-Bundesliga in die Staffel Süd/Südwest zur U19 der SpVgg Greuther Fürth, trainierte aber auch mit der Profimannschaft. Er kam auf 3 Einsätze in der A-Junioren-Bundesliga, ehe er ab März 2022 unter Stefan Leitl regelmäßig bei den Profis im Spieltagskader stand. Zu einer Einwechslung in der Bundesliga reichte es allerdings nicht und die Mannschaft stieg am Saisonende in die 2. Bundesliga ab. Im Mai 2022 kam er 2-mal in der zweiten Mannschaft in der viertklassigen Regionalliga Bayern zum Einsatz. Diese musste in die Abstiegsrelegation, in der man gegen den SV Donaustauf die Klasse hielt; Fobassam kam in beiden Spielen zum Einsatz.
Zur Saison 2022/23 übernahm Marc Schneider die Zweitligamannschaft. Unter ihm debütierte der 19-Jährige am 3. Spieltag in der höchsten zweiten Spielklasse. Zur Saison 2024/25 wechselte Fobassam zum FSV Zwickau in die Regionalliga Nordost, er unterschrieb einen Vertrag bis 2026.

## Persönliches
Fobassam ist Sohn eines Kameruners und einer Deutschen.